# Jonathan Okoronkwo
Jonathan Theophilus Okoronkwo (* 13. September 2003 in Calabar) ist ein nigerianischer Fußballspieler.

## Karriere
Okoronkwo wechselte im Januar 2019 nach Russland in die Akademie des FDK Wista. Im September 2021 wechselte der Stürmer nach Bulgarien zu Botew Plowdiw, wo er aber nie zum Einsatz kommen sollte. Im Februar 2022 kehrte er leihweise nach Russland zurück und schloss sich dem FK Krasnodar an, bei dem er für die zweite Mannschaft spielen sollte. Im März 2022 debütierte er für Krasnodar-2 in der Perwenstwo FNL.
Nach nur vier Zweitligaeinsätzen debütierte Okoronkwo im April 2022 gegen den FK Dynamo Moskau für die erste Mannschaft Krasnodars in der Premjer-Liga. Bis Saisonende kam er zu zwei Erstligaeinsätzen. Im Juni 2022 wurde der Angreifer schließlich fest verpflichtet. In der Saison 2022/23 kam er einmal im Oberhaus zum Zug, für Krasnodar-2 spielte er 14 Mal in der FNL.
Zur Saison 2023/24 wurde er an den Zweitligisten Arsenal Tula verliehen.